# Takefusa Kubo
Takefusa Kubo (久保 建英 Kubo Takefusa?), född 4 juni 2001, är en japansk fotbollsspelare som spelar för Real Sociedad och Japans landslag.

## Klubbkarriär
Den 8 januari 2021 lånades Kubo ut av Real Madrid till Getafe på ett låneavtal över resten av säsongen 2020/2021.
Den 11 augusti 2021 lånades Kubo ut till Mallorca på ett låneavtal över säsongen 2021/2022.
Den 19 juli 2022 värvades Kubo av Real Sociedad, där han skrev på ett femårskontrakt.

## Landslagskarriär
I maj 2017 blev han uttagen i Japans trupp till U20-världsmästerskapet 2017. I november 2022 blev Kubo uttagen i Japans trupp till VM 2022.